# Scolobates ruficeps
Scolobates ruficeps är en stekelart som beskrevs av Tohru Uchida 1932. Scolobates ruficeps ingår i släktet Scolobates och familjen brokparasitsteklar. Utöver nominatformen finns också underarten S. r. mesothoracicus.